# Parque natural de las Peñas de Aya
El parque natural de Peña de Aya (en euskera: Aiako Harria) se encuentra en el extremo oriental de la provincia de Guipúzcoa, en la comunidad autónoma del País Vasco, en España; fue declarado espacio natural protegido en abril de 1995. Tiene una extensión de 6105 ha (61,1 km²), con un perímetro de 105,5 km. La máxima distancia entre dos puntos es de 19,1 km, que corresponde a la separación entre el extremo noreste (río Bidasoa) y el sudeste (embalse de Añarbe). La altitud máxima corresponde a Aiako Harria, con unos 837 metros por lo menos, y la mínima a la parte baja del Bidasoa (6 m), si bien la mayor parte del parque (71%) se sitúa entre los 200 y los 500 metros de altitud.

## Historia
Destaca dentro del parque el complejo minero de Arditurri explotado desde época romana y asociado al puerto de Oiasso, aunque se estima que antes de la llegada de estos ya se explotaba el yacimiento. La explotación minera fue muy importante, como así lo atestiguan los restos de las obras de ingeniería existentes. Las minas estuvieron activas hasta el año 1984, por un periodo prácticamente ininterrumpido de 2500 años. En ellas se han obtenido plata, hierro, plomo, zinc, fluorita y  blenda.

## Geografía
Está formado por terrenos pertenecientes a los municipios de Rentería (aporta el 25,1%), Oiarzun (44,7%), Irún (18,2%), Hernani (9%) y San Sebastián (3%).
El parque natural constituye el extremo occidental de los Pirineos, ubicándose entre el río Bidasoa y el  río Urumea, con el límite meridional en la Comunidad Foral de Navarra. Este espacio tiene una especial importancia por estar constituido por un macizo paleozoico, en el que afloran los materiales más antiguos de la región.
Peña de Aya está constituido por una sucesión de valles en laderas de fuertes pendientes. 

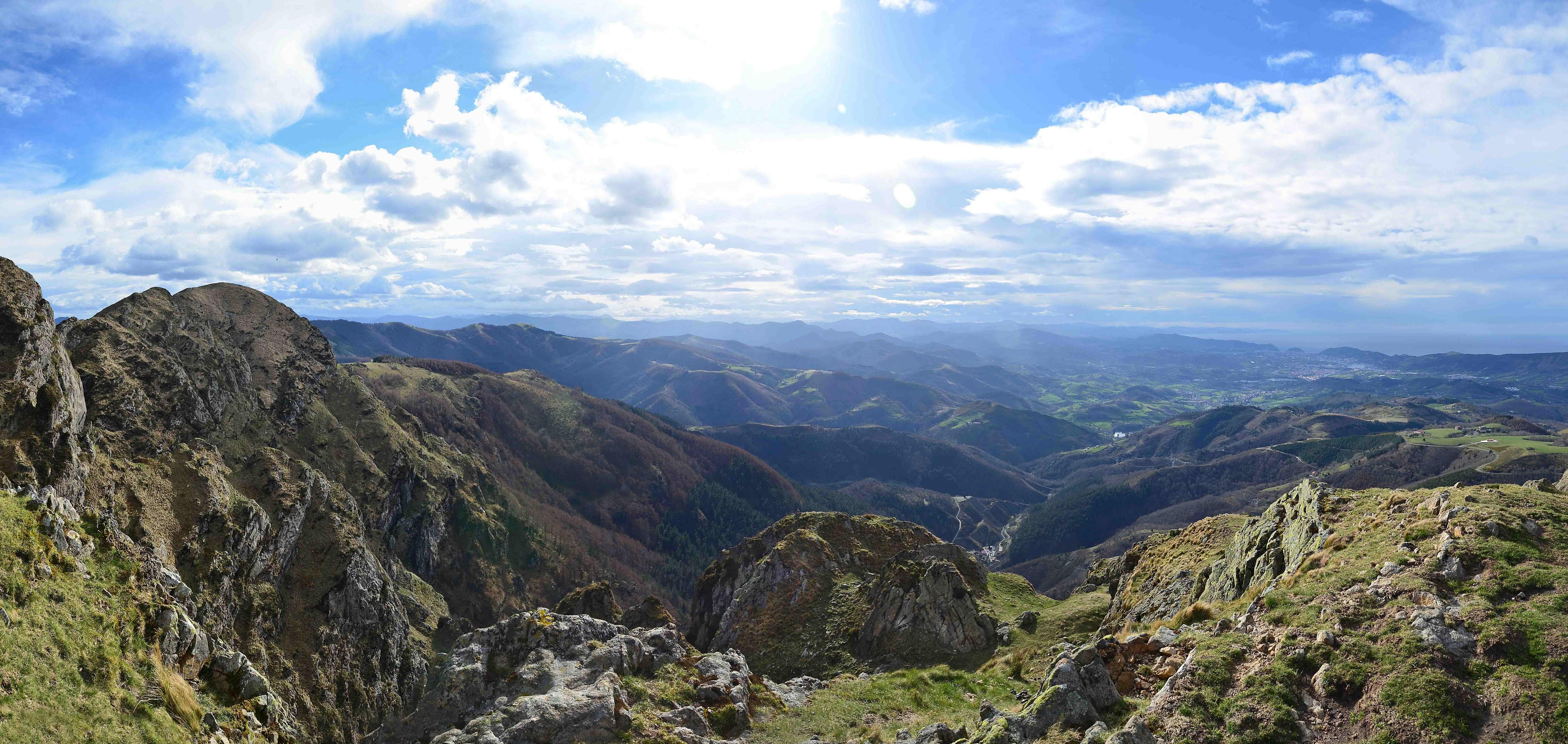
Paisaje del parque.

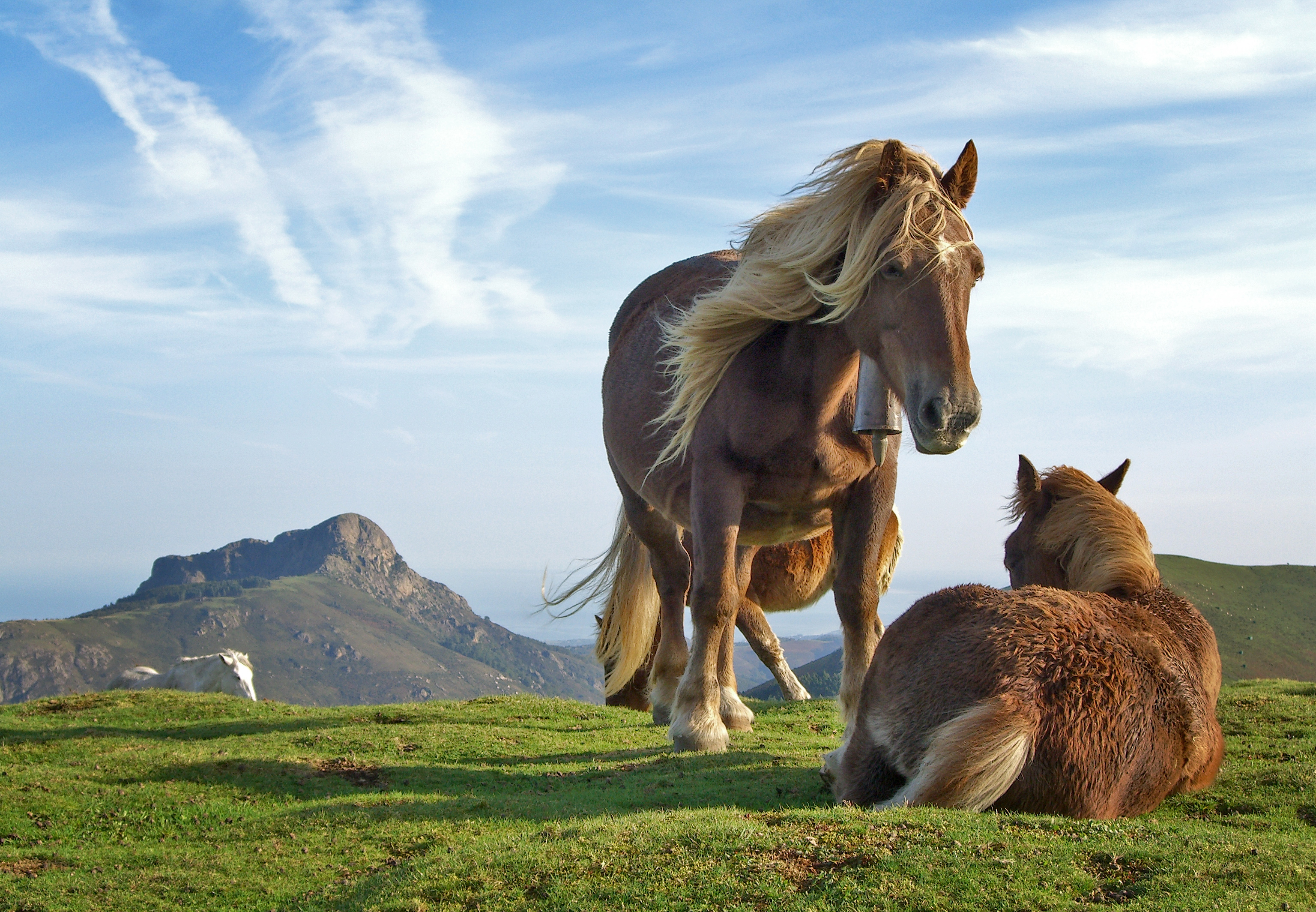
Caballos de la zona.

## Fauna y flora
Pese a que parte del parque está cubierto por plantaciones de coníferas (Pinus radiata), perviven representaciones del bosque natural, como el robledal-hayedo de Añarbe, el robledal/marojal de Endara y el hayedo de Oianleku. Además de estos bosques, entre las unidades de vegetación que mayor valor poseen por su riqueza biológica y por su singularidad, destacan pequeños esfagnales, roquedos silíceos y comunidades ligadas a pequeños arroyos en zonas abrigadas.
La fauna tiene un carácter básicamente eurosiberiano, encontrándose más de 147 especies de vertebrados, entre los que destacan las especies forestales, como el corzo y el jabalí, rupícolas, como el buitre leonado, y acuáticas, como el salmón.

## Clima
El parque natural de Peña de Aya está situado en las estribaciones de los Pirineos. Contra sus montañas chocan las masas de aire procedentes del Golfo de Vizcaya, siendo las primeras pantallas condensadoras de humedad, por lo que se producen abundantes precipitaciones en los valles situados a barlovento. De esta forma, se puede decir que esta zona registra las lluvias más altas del País Vasco: la precipitación anual supera los 2000 mm en los valles, mientras que en Aiako Harria se superan los 2800 mm, registrándose el máximo pluviométrico en los meses de invierno. Sin embargo, las temperaturas tanto en invierno como en verano son suaves, dulcificadas por la influencia marina. La temperatura media anual ronda los 12 °C, siendo 17 °C la media de las máximas y 8 °C la media de las mínimas.